# Touty Gandega
Pour les articles homonymes, voir Gandega.
Touty Gandega est une joueuse franco-malienne de basket-ball née le 20 juin 1991 à Paris jouant au poste d'arrière.

## Biographie
Sa sœur Diana Gandega joue en équipe nationale du Mali au poste d'arrière et meneuse, ainsi qu'à Franconville en Nationale 1. Elle a participé aux Jeux olympiques de Pékin en 2008, et est vice-championne d'Afrique en 2008.
Âgée de 21 ans, elle était à 6,4 points, 1,1 rebond et 1,1 passe de moyenne en championnat français, et 9,3 points, 0,7 rebond et 0,8 passe décisive par match en Coupe d'Europe féminine en 2011-2012. Lors de la saison 2012-2013, elle a été victime d'une rupture du ligament croisé au genou gauche durant un match amical de présaison contre Arras, le 9 septembre 2012 puis s'est fait opérer le 21 novembre 2012 et a enchainé dans un centre de rééducation à Berck suivie par le kinésithérapeute de l'équipe de France féminine Thierry Facquez.
Elle est présélectionnée en Équipe de France A 3 contre 3 pour le championnat du monde en Grèce. 2012-2013.
Après une bonne saison à 6,8 points (45,5 % d'adresse), 1,7 passe décisive et 1,4 rebond, elle annonce son départ la saison suivante pour Charleville, après avoir été un temps pressentie à Angers. Après un bon de saison, celle-ci prend fin début janvier pour cause de blessure au genou.
Durant l'été 2015, elle résilie son contrat avec Charleville. Elle rejoint fin octobre le club de Toulouse confronté à plusieurs blessures. En 2015-2016, elle rejoint en cours de saison le club de Toulouse pour des statistiques de 8,2 points et 2 passes décisives en 27 minutes de jeu. Fin septembre 2016, elle s'engage pour deux mois en faveur de Basket Landes en tant que joker médical d'Alexia Plagnard, mais se blesse au genou dès la première rencontre.
En 2017, elle participe au championnat d'Afrique sous les couleurs du Mali.
En 2017-2018, elle joue en Ligue 2 avec Chartres et signe pour 2018-2019 dans la même division avec Angers. Après trois ruptures des ligaments croisés au cours de sa carrière, elle trouve la stabilité à Angers où elle jouit de la confiance de David Gautier avec à mi-mars des statistiques flatteuses de 13,3 points, 2,2 rebonds et 4 passes décisives en 33 minutes de jeu chez le leader de la Ligue 2. Fin octobre 2021, elle quitte le club d'Angers en faveur duquel elle avait pourtant prolongé jusque 2023 pour rejoindre le Nantes Rezé Basket en Ligue 2.

## Palmarès

### En club
- Championne Régions minimes et vainqueur de la mie câline niveau minimes France saison 2003-2004.
- Championne de France minime et vainqueur de la mie câline niveau minimes France saison 2004-2005.
- Championne de France minime et vainqueur de la mie câline niveau minimes France saison 2005-2006.
- Championne de France cadette deuxième division et vainqueur de la coupe de paris senior saison 2006-2007.
- Championne de Paris senior fille saison 2007-2008.
- vice-championne de France cadette saison 2008-2009
- Joue en Eurocoupe et en Euroligue avec l'USO Mondeville.
- Championne espoir saison 2010-2011
- Championne de France LF2 avec Angers (UFAB 49) saison 2020-2021

### En sélection nationale
- Avec la France
  - Médaillée d’argent à l’Euro Juniors en 2009[11]
  - 5e place au championnat d'Europe avec l'équipe de France espoirs[12]

- Avec le Mali
  -  Médaille de bronze au championnat d'Afrique 2017 au Mali
  -  Médaille de bronze au championnat d'Afrique 2019 au Sénégal